# 白专
白专一词，在中华人民共和国，自1950年代后半期直至文革时期，用来指专注于学术研究（也包括青年学生的专心学习）而不关心政治的人，这些人在那时往往受到批斗。相应地，专注于学术研究和学习知识而不关心政治这一行为，称为走白专道路。

## 被批判为走白专道路的人
- 沈元（才学崭露的青年历史学者，1970年4月18日被处决）

- 陈景润

- 沈志华，1973年招收工农兵学员，采取“群众推荐、领导批准、学校复审”的招生模式，主要录取分数极低同时“可信”的人。沈志华报考清华大学热力系，因其分数极高被认定白专而未能录取。

## 演绎
沙叶新创作的话剧《陈毅市长》中角色：齐仰之（原型：熊十力、童村）